# Calomys fecundus
Calomys fecundus és una espècie de mamífer rosegador de la família dels cricètids. És endèmic de Bolívia, on viu a altituds d'entre 600 i 2.700 msnm. Els seus hàbitats naturals són les iungues i els boscos secs. És una espècie en risc mínim, és a dir, no sembla que hi hagi cap amenaça significativa per a la seva supervivència. El seu nom específic, fecundus, significa ‘fecund’ en llatí.